# 全学教授
全学教授（ぜんがくきょうじゅ、University Professor）またはユニバーシティプロフェッサーは、主にアメリカの大学に置かれている教授職。全学教授には研究面での優遇措置、授業免除措置などが講じられることが多い。また、全学横断型の講義を受け持つこともある。

## 主な例

### 日本
明確に英文のUniversity Professorと対応が認められる称号のみ記載（ディスティングイッシュトプロフェッサー#各国の対応を参照せよ）。
- 北海道大学 - ユニバーシティプロフェッサー（University Professor）
- 東京大学 - 特別栄誉教授（Distinguished University Professor）、卓越教授（Distinguished University Professor）、特別教授（University Professor）
- 横浜国立大学 - 上席特別教授（Distinguished YNU Professor）
- 名古屋大学 - 特別教授（University Professor）
- 大阪大学 - 大阪大学栄誉教授（Osaka University Distinguished Professor）
- 九州大学 - 栄誉教授（Distinguished University Professor）、特別主幹教授（University Professor）

### アメリカ
- ハーバード大学 - 全学教授（University Professor）[1]
- マサチューセッツ工科大学 - 全学教授（Institute Professor）[2]
- プリンストン大学 - 全学教授（University Professor）[3]